# Conferenza di Dumbarton Oaks
La conferenza di Dumbarton Oaks si aprì il 21 agosto 1944 e si chiuse il 7 ottobre dello stesso anno. Questa conferenza pose le basi per la nascente Organizzazione delle Nazioni Unite (ONU), che sarebbe stata istituita dalla conferenza di San Francisco nell'aprile 1945.
Si tratta di colloqui informali fra le quattro potenze alleate contro l'Asse, ovvero Stati Uniti D'America, Regno Unito, la Repubblica di Cina e l'Unione delle Repubbliche Socialiste Sovietiche. Erano presenti il sottosegretario del Dipartimento di Stato statunitense Edward Stettinius e gli ambasciatori inglese Cadogan e sovietico Gromyko. Base della discussione fu la proposta americana (Outline plan) elaborata da un apposito comitato consultivo interno al Dipartimento di Stato noto come "Agenda group".
Tra i problemi affrontati alcuni vennero facilmente risolti; fra questi fu stabilita la composizione dell'Assemblea e le sue modalità di voto (2/3 per le decisioni importanti e maggioranza semplice per le questioni procedurali), fu accettata l'istituzione dell'Ecosoc e di un segretario con funzioni amministrative.
Altre questioni invece risentirono delle divergenze fra le potenze e furono risolte con vaghi compromessi, oppure furono rimandate alle conferenze successive o alle decisioni dei capi di governo. In particolare queste furono: la membership dell'organizzazione e del Consiglio, il diritto di veto e le forze armate da mettere a disposizione del Consiglio.

## I membri del Consiglio e il voto/veto
Questo fu certamente uno dei nodi più dibattuti. Mentre Gran Bretagna e URSS volevano mantenere l'impostazione iniziale, che prevedeva cinque membri permanenti e sei non permanenti, gli Stati Uniti premevano per un sesto seggio permanente da assegnare al Brasile come rappresentante dell'America Latina; alla fine vinse la posizione anglo-sovietica.
Per quanto riguarda il diritto di veto l'accordo fra le potenze c'era, ma le discussioni si bloccarono sulla questione se uno Stato parte in causa avrebbe potuto o meno esercitare il diritto di veto; gli inglesi e gli americani ritenevano di no, mentre l'URSS voleva un diritto di veto integrale. In questo senso non fu raggiunto nessun accordo e tutto fu rimandato agli incontri successivi.

## L'esercito delle nazioni unite
Le potenze avevano posizioni diverse sul fatto che il Consiglio di sicurezza dovesse avere la possibilità di prendere decisioni vincolanti per il mantenimento della pace e potesse avere a disposizione dei contingenti nazionali per dare esecuzione a tali decisioni. L'URSS in particolare manifestava le sue perplessità, e così si raggiunse una formula compromissoria: nulla fu deciso di concreto e nemmeno a San Francisco, tanto che ancora oggi l'art.43 della Carta delle Nazioni Unite risulta inapplicato a causa dei mancati accordi specifici fra le nazioni.

## Conclusione
Il progetto finale della conferenza fu firmato il 7 ottobre e pubblicato il 9 ottobre 1944.
Le discussioni sulla nascente organizzazione internazionale incaricata di "governare" la pace post-bellica riprenderanno nelle successive conferenze a Jalta (febbraio 1945) e a San Francisco (aprile-giugno 1945).